# La Drenne
La Drenne é uma comuna francesa na região administrativa de Altos da França, no departamento de Oise. Estende-se por uma área de 13.87 km². Em 2010 a comuna tinha 1 025 habitantes (densidade: 73,9 hab./km²).
Foi criada em 1 de janeiro de 2017, a partir da fusão das antigas comunas de Le Déluge (sede da comuna), La Neuville-d'Aumont e Ressons-l'Abbaye.